# Vympel K-13
Vympel K-13 (tên ký hiệu của NATO AA-2 'Atoll'), là một loại tên lửa không đối không của Liên Xô. Nó là một thiết kế sao chép của AIM-9 Sidewinder, nó được trang bị cho nhiều nước trên thế giới.

## Phát triển

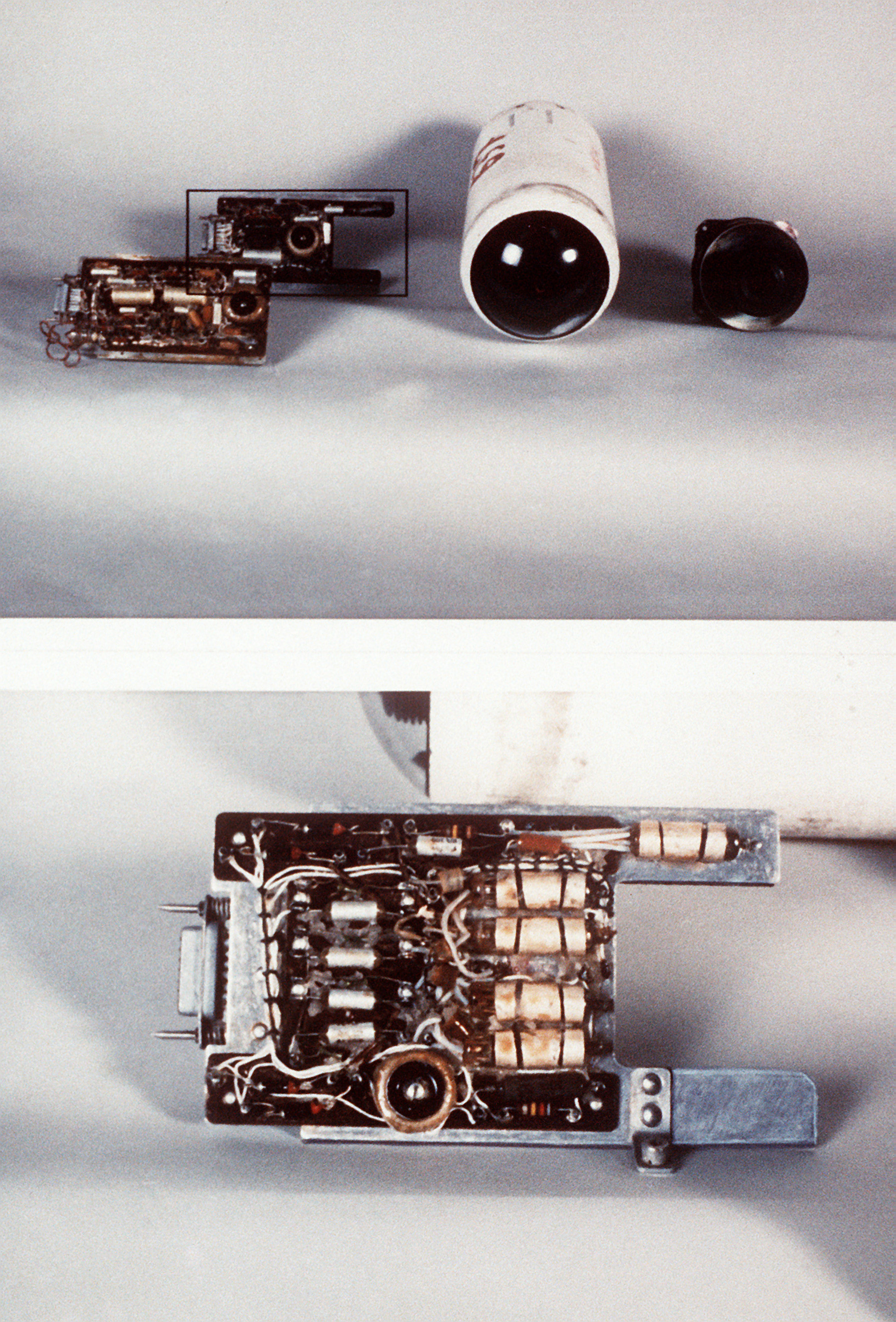
Hệ thống dẫn đường

K-13 (được biết như R-3S trong trang bị của Liên Xô) được phát triển từ năm 1958, được trang bị vào năm 1960. Nó được phát triển dựa trên loại AIM-9 Sidewinder của Mỹ. Atoll là một loại tên lửa copy 1-1 được hoàn thiện sau phiên bản AIM-9B, thu được sau khi trúng phần cánh đuôi một chiếc MiG-17 của Trung Quốc nhưng không phát nổ trong những cuộc đụng độ lẻ tẻ diễn ra trên không trong 28 tháng 9-1958. Đây được coi như một mẫu thí nghiệm cung cấp một sự hiểu biết đáng kể cho các kỹ sư Liên Xô trong việc sao chép để có thể thiết kế những tên lửa dẫn đường IR thế hệ mới dễ sử dụng.
R-3S được nhìn thấy bởi Phương Tây vào năm 1961 và có tên ký hiệu của NATO là AA-2A 'Atoll'. Nó được sử dụng sau R-3, một phiên bản tên lửa dẫn đường radar bán chủ động (SARH), giống như hải quân Hoa Kỳ sử dụng AIM-9C Sidewinder (được mang trên F-8 Crusader). Nó có tên ký hiệu của NATO là AA-2B. Phiên bản nâng cấp, với tên gọi K-13M (R-13M) cho IRH và K-13R (R-3R) cho phiên bản SARH, được phát triển vào cuối những năm 1960. Nó được mang tên Advanced Atoll (AA-2C và AA-2D, cho riêng từng loại tương ứng). R-13M tương đương với loại tên lửa cải tiến AIM-9G Sidewinder của Không quân Mỹ, với kíp nổ mới, phạm vi xa hơn, khả năng tác chiến tốt hơn, và một thiết bị tìm kiếm làm mát bằng nitơ rất nhạy cảm.
Một sự huấn luyện trì trệ xung quanh R-3P, cũng được phát triển (P = prakticheskaya, cho thực hành).
Mọi phiên bản K-13 về hình dạng đều giống với Sidewinder, đường kính là 127 mm (5 in). Phạm vi hoạt động tối thiểu là 1 km (có lẽ là 1.000 yards).
'Atoll' được xuất khẩu rộng rãi tới các nước thuộc khối Warszawa và không quân các nước khác, và trong trang bị một số nước nhỏ. Một phiên bản được sản xuất theo giấy phép của Liên Xô gọi là A-91 ở România, và Trung Quốc nhái lại K-13 với tên gọi PL-2. Phiên bản nâng cấp của Trung Quốc là PL-3 và PL-5.

## Thông số kỹ thuật (R-13M / R-3R)
- Chiều dài: R-13M) 2830 mm (9 ft 3.4 in); (R-3R) 3420 mm (11 ft 5 in)
- Sải cánh: 530 mm (21 in)
- Đường kính: 127 mm (5 in)
- Trọng lượng: (R-13M) 75 kg (166 lb); (R-3R) 93 kg (205 lb)
- Vận tốc: Mach 2.5
- Phạm vi: 8 km (5 mi)
- Hệ thống dẫn đường: (R-13M) tia hồng ngoại IRH, (R-3R) dẫn đường bằng radar bán chủ động SARH
- Đầu nổ: 11.3 kg (24.9 lb) nổ thành từng mảnh với ngòi nổ không tiếp xúc